# Artiquia
Artiquia (en griego, Αρτιχία)  fue una antigua ciudad griega en la región de Epiro.
Su único testimonio conocido es que se menciona el nombramiento de un teorodoco de la ciudad, hacia el año 355 a. C., para acoger al teoro de Epidauro.
Se desconoce su localización exacta, aunque se ha sugerido que podría localizarse en Parauaia, un distrito del norte del Epiro, cerca de Permet, en Albania.